# Hemictenius tarsalis
Hemictenius tarsalis är en skalbaggsart som beskrevs av Medvedev 1962. Hemictenius tarsalis ingår i släktet Hemictenius och familjen Melolonthidae. Inga underarter finns listade i Catalogue of Life.